# 던전밥
《던전밥》(일본어: ダンジョン飯 단존메시[*])은 쿠이 료코가 지은 일본의 만화다. 엔터브레인의 연 10회 간행되는 만화 잡지 〈하루타〉에서 volume11부터 volume107까지 연재되었다. 저자 최초의 장편 연재 작품이다.
던전 탐험을 직업삼은 다양한 종족의 모험가들이 사는 판타지 세계가 배경으로, 주인공은 모험가 파티를 꾸리는 톨맨(인간) 라이오스이다. 드래곤의 습격으로 인해 전멸의 위기에 놓이자 라이오스의 여동생 파린이 나머지 일행을 탈출시키고 던전 내에 낙오하는데, 파린을 구출하기 위한 탐험 재도전에 필요한 자본 또한 분실해 일행은 분열의 상황에 빠진다. 이 때 라이오스가 탐험에 가장 중요한 식량문제을 던전 내 몬스터를 요리해 해결한다는 생각을 떠올리면서, 새로 꾸린 파티와 함께 탐험과 요리를 병행해 던전을 돌파한다는 것이 이야기의 주된 내용이다.
《던전밥》은 고전적 판타지 작품에 등장하는 다양한 괴물을 현실에 존재하는 조리 방법으로 요리하면서 던전을 답파한다는, 어드벤처와 음식을 혼합시킨 음식 판타지 만화이다. 슬라임이나 만드라고라, 바실리스크나 골렘 같은 판타지 작품에서 흔히 나오는 몬스터의 생태를 다시 논리적으로 고찰하고 이에 근거하여 "어떻게 조리하면 별미로 먹을 수 있을까"를 중점에 뒀다. 작중에서 만든 판타지 음식에는 레시피가 기재되어 설득력을 가미했다.
2019년 9월 5일, 트리거가 제작한 8권의 발매를 알리는 애니메이션 CM 동영상이 유튜브에서 공개되었다. 이 동영상에는 스태프 크레딧이 들어 있지 않았지만, 팬으로부터의 요망을 받아 스태프 크레딧 추가판도 같은 해 9월 14일에 공개되었다.
2023년 12월 시점에서 누계 발행 부수는 1000만 부 이상을 기록했다.

## 줄거리
어느 날, 묘지의 벽에서 지하로 이어지는 거대한 동굴이 나타났다. 거기에서 나타난 한 명의 남자는 천 년 전에 멸망한 황금의 왕국의 왕을 자칭했다. 마술사에 의해 왕국은 지하에 계속 갇혀있고, 원흉인 마술사를 토벌한 사람은 나라의 모든 것을 준다는 말을 남기고 먼지처럼 흩어져 사라졌다. 그 말에 매료된 많은 모험가가 던전이 있는 섬에 몰려왔다.
주인공인 라이오스 일행은 던전의 심부에서 레드 드래곤에 도전했지만 굶주림으로 인해 팀 플레이에 문제가 생겨 괴멸 상태에 놓인다. 라이오스의 여동생 파린은 라이오스를 감싸다 드래곤의 먹이가 되어 버린다. 파린이 마지막으로 사용한 탈출 마법의 도움으로 일행은 간신히 미궁에서 탈출했지만, 장비품 이외의 소지금, 아이템을 전부 잃는다. 금전적 문제에다 동료인 나마리와 슈로마저 다른 일자리를 구해 떠나버린다. 리더 라이오스, 마법사 마르실, 열쇠공 칠책 3명은 던전에서 사망해도 소생의 마법을 사용하면 살아날 수 있기에 파린이 완전히 소화되기 전에 구출하기 위해 던전에 돌아가기로 한다. 그러나 금전, 식량, 동료 등의 부족은 어찌할 수 없어 라이오스는 던전 내에서 잡은 마물로 식량을 조달하면서 답파하자고 제안한다.
라이오스는 던전에서 버섯과 큰 전갈을 잡아 요리해 보지만 조리법을 몰라 변을 당한다. 그 때, 갑자기 마물 요리에 일가견이 있는 전사가 나타나 멋진 솜씨로 큰 전갈과 버섯, 슬라임으로 전골을 조리해 대접한다. 라이오스 일행은 의외의 맛에 놀란다. 일행의 목적을 들은 전사는 레드 드래곤을 요리하는 것은 자신의 오랜 꿈이라고 말하며 의기투합한다. 덮쳐오는 사나운 몬스터를 물리치고, 요리하고, 먹으며, 던전 답파 여행이 시작되었다.

## 등장인물

### 라이오스 파티
라이오스 토덴
성우 - 쿠마가이 켄타로
본작의 주인공. 26세. 탐색대(작중에서는 파티, 또는 길드)의 리더이며, 금속 갑옷을 감은 장신의 검전사.
톨맨(인간) 남성 전사로, 파티를 전멸시킨 레드 드래곤이 삼켜버린 여동생 파린을 소화되기 전에 구조하기 위해 던전 깊숙한 곳까지 들어간다. 라이오스는 강력한 전사이자 파티의 리더이며, 매우 차분하고 온순한 사람으로 다양한 마물 요리를 먹어보는 것을 즐긴다. 흥분하면 말을 빠르게 하는 버릇이 있다.
 마르실 도나토
성우 - 센본기 사야카
50세. 커다란 나무 지팡이로 마법을 구사하는 하프 엘프 여성 마법사. 신중하고 소심한 성격으로, 평소에 행동을 망설이고 되도록 마물을 먹는 행위를 피하려고 한다. 같은 마법학교를 다녔던 파린을 소중히 여겨 그를 구하기 위해 라이오스 파티와 동행한다.
칠책 팀스
성우 - 토마리 아스나
29세. 뛰어난 손재주와 예민한 감각을 가진 하프풋 남성 열쇠공. 덫을 무력화시키고 숨겨진 길을 찾아낸다. 침착하고 느긋한 성격이나 다른 사람들이 자신의 일을 대신하거나 불필요한 위험을 감수하는 것을 좋아하지 않는다. 원친적으로는 마물과의 전투를 피하나 활과 화살을 사용할 수 있다.
센시
성우 - 나카 히로시, 오쿠마 켄타(어린 시절)
112세. 레드 드래곤을 이용한 요리를 만들기 위해 라이오스 파티에 합류하는 드워프 남성 전사. 센시는 던전과 던전의 마물에 대한 수많은 지식을 가지고 있으며, 전문적이고 능숙한 요리사이기도 하다. 보통은 큰 도끼를 들고 싸우나 냄비와 조리기구는 항상 가지고 다닌다. 파티원들이 던전을 무사히 통과하도록 잘 먹이고 균형 잡힌 식사를 할 수 있도록 돕는다.
파린 토덴
성우 - 하야미 사오리
23세. 톨맨 여성. 사제이자 라이오스의 여동생으로, 던전에서 레드 드래곤에게 먹히자 나머지 파티를 안전한 지상으로 순간이동시킨다. 라이오스 파티는 드래곤의 소화 주기인 한 달여가 끝나 소생이 불가능해지기 전까지 그를 구출하고 되살리기 위한 여정을 떠난다.
아세비/이즈츠미
성우 - 칸베 미츠호
흑마술에 의해 큰 고양이라고 불리는 마물의 영혼을 섞여 있었기 때문에 몸의 대부분이 수인이 되어 버렸다. 17세. '아세비'는 슈로의 아버지의 부하로서 주어진 통명으로, '이즈츠미'가 본명. 동방군도 출신. 식사 때의 매너나 편식 등으로부터, 칠척으로부터 '성장이 나쁘다'라고 추측되고 있다.

### 카블루 파티
카블루
성우 - 카토 와타루
검은 습모에 갈색 피부, 푸른 눈동자를 한 청년. 22세. 외모 단려하고, 플레이보이다운 묘사도 볼 수 있다.
린샤 파나
성우 - 타카하시 리에
애칭은 린. 마법사인 젊은 여성. 24세.
믹벨 토마즈
성우 - 토미타 미유
하프풋. 22세. 빈민가의 밑바닥에서 자라서 타인종에게 미워하거나 속이는 것에 망설임이 없다.
쿠로
성우 - 나라 토오루
코볼트. 18세. 흑백의 체모가 특징. 한 칼날의 장검을 사용한다.
다이아
드워프 여자. 58세. 눈가가 숨은 헤어스타일이 특징. 무기는 도끼. 쿠로와 나란히 파티의 전위역을 맡는다.
홀름 크라놈
성우 - 히로세 유야
놈 남성. 76세. 처짐과 모자가 특징. 4종류의 정령을 다루는 마술 외에 소생술도 사용할 수 있다.

### 탄스 부부 일행
탄스 플로커
성우 - 이노우에 카즈히코
종족은 놈. 소생 마법을 비롯한 강력한 마법을 다루는 주술사 부부. 210세.
얀 플로커
성우 - 쇼가와 히토미
종족은 놈. 소생 마법을 비롯한 강력한 마법을 다루는 주술사 부부. 204세.
카카와 키키
성우 - 타카하시 료스케(카카), 하세가와 이쿠미(키키)
톨맨 남매. 호위로서 탐색에 동행하고 있다. 대검의 남성이 카카, 쇠뇌의 사수를 맡는 여성이 키키이다.
나마리
성우 - 미키 아키라
드워프. 61세. 파린 구출행 이전 라이오스의 전 파티원. 동방 대륙 출신. 단신이면서도 용맹한 도끼 전사로 근골 둔한 용병의 여성.

### 슈로 파티
슈로/나카모토 토시로
성우 - 카와다 신지
톨맨. 26세. 나마리와 마찬가지로 파린 구출행 이전 라이오스들의 전 파티원. 흑발의 총발을 한 사무라이 같은 동양풍의 복장으로 칼을 무기로 하는 남성. 본명은 '나카모토 토시로'.
마이즈루/이요
성우 - 히카사 요코
일행의 리더격을 맡는 톨맨 마술사. 41세. 본명은 '이요'.
히엔/나카
성우 - 시다 아리사
슈로의 호위를 맡은 쿠노이치. 26세. 본명은 '나카'
베니치도리/마츠
성우 - 키토 아카리
슈로의 호위를 맡은 또 다른 쿠노이치. 23세. 본명은 '마츠'.
이누타데/히죠히
애칭은 타데. 오거 여자. 17세. 본명은 '히죠히'.
성우 - 후루야 요시노

### 기타 모험가
도니, 피오닐
성우 - 노가미 쇼(도니), 모리타 스즈카(피오닐)
1권으로 바질리스크에 습격당하고 있던 2인조. 젊은 남성 토르만 드니, 하프 엘프 여자 피오닐. 그 밖에 동료가 4명 있지만 이름은 밝혀지지 않았다. 도니는 18세, 피오닐은 62세.

### 카나리아대
미스룬
성우 - 우치야마 코우키
카나리아 대대장. 은색 머리에 검은 눈을 가진 날씬한 남자.
파타돌
성우 - 이세 마리야
코 모양과 다듬어진 앞머리가 특징적인 여성 간수.
시스히스 오프리
성우 - 타케다 하나
갈색 피부를 가진 요염한 분위기를 띤 여성 죄인. 죄목은 고대 마술의 사용과 살인 교사·문서 위조·사기.
플레키
성우 - 사사하라 유우
몸집이 작은 여성 죄인. 죄목은 고대 마술품의 소지 및 매매.
리시온
성우 - 키시오 다이스케
긴 머리카락으로 키가 크고 여성처럼 얼굴이 서있는 남성 죄인. 죄목은 고대 마술에 의한 인체의 개변과 살인·상해.
오타
성우 - 키쿠치 코코로
짧은 머리를 가진 몸집이 작은 여성 죄인. 죄목은 고대 마술 도구의 매매 및 인신 매매.
프라메라
섬에 파견된 카나리아대의 부장으로, 배로 대기하고 있던 한 명.
미르시릴
한때 미스룬과 함께 던전에 파견된 엘프 중 한 명. 전 간수의 여성으로, 현재는 은퇴했다.

### 던전 거주자
시슬/광란의 마술사
성우 - 코바야시 유우
던전을 창조한 마술사. 갈색 피부에 은발의 몸집이 작은 엘프. 남성. 때때로 동공의 모양이 바뀔 수 있다.
존재는 이야기의 시작부터 시사되고 있었지만, 모습이 나타난 것은 라이오스가 잠입한 '움직이는 회화'안. 음식을 찾아서 거슬러 올라가고 있던 라이오스를 만나, 격렬하게 적의를 향해 공격한다. 본래 '움직이는 회화'는 과거의 사건의 체험이지만, 레드 드래곤 토벌 후에 라이오스를 만났을 때에 이것을 기억하고 있었다.
존
성우 - 고토 코스케
던전 내에 거주하는 오크의 일단의 족장. 21세. 센시의 지인이며, 골렘에서 재배한 야채를 사 주는 고객이기도 하다. 3명의 아내 사이에 아이가 있다.
리드
성우 - 무라세 미치요
존의 여동생. 14세. 제5계층에 남은 오크의 일단의 리더. 무인기질이며 라이오스 일행의 용감함을 높이 평가하고 있다.
야아드 멜라니
성우 - 무라세 아유무
황금향 거주자. 아직 연단도 가지 않는 소년의 외모를 유지하고 있지만, 실제 나이는 1000세 이상. 한때 황금향을 통치하고 있던 데르갈의 손자에 해당한다.
데르갈 멜리니
성우 - 시무라 토모유키
황금향 거주자. 남성. 한때 황금향을 통치했던 국왕. 야아드의 할아버지에 해당하고, 시슬과는 형제와 마찬가지로 자랐다고 한다.
프리나그 멜리니
성우 - 오오츠카 호츄
황금향 거주자. 데르갈의 아버지로 시슬의 명명 부모. 당시 영주의 책략으로 암살당했다.

### 그 외의 등장인물
섬주
성우 - 토비타 노부오
던전이 존재하는 "섬"의 주. 본명은 불명. 뚱뚱한 남성으로 던전 덕분에 '섬'이 활성화된 것으로 부를 얻고 있는 졸부.

## 단행본
| 번호 | 일본 출간일      | 일본 ISBN              | 대한민국 출간일  | 대한민국 ISBN          |
| --- | ---------------- | ---------------------- | ---------------- | ---------------------- |
| 1 | 2015년 1월 27일  | ISBN 978-40-47301-53-5 | 2015년 12월 29일 | ISBN 979-11-571-0273-0 |
| \| - 제1화 전골 - 제2화 타르트 - 제3화 로스트 바실리스크 - 제4화 오믈렛 - 제5화 튀김 - 제6화 움직이는 갑옷 -1- - 제7화 움직이는 갑옷 -2- - 제8화 몬스터 잡다구리 이야기 \| |                  |                        |                  |                        |
| 2 | 2015년 8월 24일  | ISBN 978-4-04-730676-9 | 2016년 2월 22일  | ISBN 979-11-571-0320-1 |
| 3 | 2016년 8월 23일  | ISBN 978-4-04-734243-9 | 2016년 11월 9일  | ISBN 979-11-571-0548-9 |
| 4 | 2017년 2월 15일  | ISBN 978-4-04-734417-4 | 2017년 7월 28일  | ISBN 979-11-619-0026-1 |
| 5 | 2017년 8월 10일  | ISBN 978-4-04-734631-4 | 2017년 12월 20일 | ISBN 979-11-619-0305-7 |
| 6 | 2018년 4월 13일  | ISBN 978-4-04-735131-8 | 2018년 6월 12일  | ISBN 979-11-619-0636-2 |
| 7 | 2019년 4월 12일  | ISBN 978-4-04-735639-9 | 2019년 6월 20일  | ISBN 979-11-638-9623-4 |
| 8 | 2019년 9월 14일  | ISBN 978-4-04-735626-9 | 2019년 12월 5일  | ISBN 979-11-650-7142-4 |
| 9 | 2020년 5월 15일  | ISBN 978-4-04-736116-4 | 2020년 9월 17일  | ISBN 979-11-661-1016-0 |
| 10 | 2021년 2월 13일  | ISBN 978-4-04-736274-1 | 2021년 8월 16일  | ISBN 979-11-384-0097-8 |
| 11 | 2021년 9월 15일  | ISBN 978-4-04-736622-0 | 2022년 2월 11일  | ISBN 979-11-384-0683-3 |
| 12 | 2022년 8월 10일  | ISBN 978-4-04-737046-3 | 2022년 12월 9일  | ISBN 979-11-384-3484-3 |
| 13 | 2023년 12월 15일 | ISBN 978-4-04-737456-0 | 2024년 2월 7일   | ISBN 979-11-384-8176-2 |
| 14 | 2023년 12월 15일 | ISBN 978-4-04-737740-0 | 2024년 5월 3일   | ISBN 979-11-384-8276-9 |
| - 제1화 전골 - 제2화 타르트 - 제3화 로스트 바실리스크 - 제4화 오믈렛 - 제5화 튀김 - 제6화 움직이는 갑옷 -1- - 제7화 움직이는 갑옷 -2- - 제8화 몬스터 잡다구리 이야기       |                  |                        |                  |                        |

## 반응
아이즈의 dcdc는 "쇼트쇼트스토리로 연마된 쿠이 료코의 재능과 도살장의 점원마냥 삶과 죽음을 담백하게 바라보는 시선에 지적 호기심과 유머를 더한 훌륭한 SF"라며 호평했다. 만화는 2015년도 코믹 나탈리 대상 제1위, 2016 이 만화가 대단하다! 남성편 1위에 선정된 것을 비롯하여 이 만화를 읽어라! 제1위, 전국 서점원이 고른 만화 랭킹 제1위에도 올랐다.

## TV 애니메이션
2022년 8월 10일(12권의 발매일), 텔레비전 애니메이션화가 발표되었다. 2024년 1월부터 6월까지 TOKYO MX 등에서 연속 2쿨로 방영되었다. 내레이션은 미카미 사토시.
제1기 방송 종료 직후, 제2기 제작 결정이 발표되었다.

### 스태프
- 원작 - 쿠이 료코[13]
- 감독 - 미야지마 요시히로[8]
- 부감독 - 사타케 히데유키[7]
- 시리즈 구성 - 우에노 키미코[8]
- 캐릭터 디자인·총작화 감독 - 타케다 나오키[8]
- 몬스터 디자인 - 카네코 유토[7]
- 컨셉 아트 - 시마다 키요카[7]
- 요리 디자인 - 모미지 마유
- 색채 설계 - 타케다 히토키[7]
- 미술 감독 - 니시구치 사치코, 니시키미 유스케[7]
- 미술 감수 - 마스야마 오사무[7]
- 촬영 감독 - 시라도 카츠노리[7]
- 편집 - 요시타케 마사토[7]
- 음악 - 미츠다 야스노리[8]
- 음향 감독 - 요시다 코헤이[7]
- 음향 효과 - 코야마 켄지
- 녹음 조정 - 하치마키 다이키
- 음악 제작 - KADOKAWA[7]
- 프로듀서 - 키쿠지마 노리후미, 우사 요시키, 우퉁, Julien Vig
- 애니메이션 프로듀서 - 시다 슌스케[7]
- 애니메이션 제작 - TRIGGER[13]
- 제작 - 던전밥 제작위원회

### 주제가
Sleep Walking Orchestra
BUMP OF CHICKEN에 의한 첫 번째 오프닝 테마. / 작사·작곡 - 후지와라 모토오 / 편곡 - BUMP OF CHICKEN, MOR
Party!!
녹황색사회에 의한 첫 번째 엔딩 테마. / 작사 - 코바야시 잇세이 / 작곡 - 코바야시 잇세이, 아나미 싱고 / 편곡 - 아나미 싱고, LASTorder
運命
sumika에 의한 두 번째 오프닝 테마. / 작사·작곡 - 카타오카 켄타
キラキラの灰
리갈 릴리의 두 번째 엔딩 테마. / 작사·작곡 - 타카하시 호노카 / 편곡 - 리갈 릴리

### 방영 목록
| 화수   | 제목                                                             | 각본          | 그림 콘티                       | 연출              | 작화 감독 | 몬스터 작화 감독 | 방송일         |
| ------ | ---------------------------------------------------------------- | ------------- | ------------------------------- | ----------------- | --- | ---------------- | -------------- |
| 제1화  | 水炊き 전골タルト 타르트                                         | 우에노 키미코 | 미야지마 요시히로 타케다 나오키 | 사타케 히데유키   | 타케다 나오키 요시가키 유스케 타무라 에미                                                                           | 카네코 유토      | 2024년 1월 4일 |
| 제2화  | ローストバジリスク 로스트 바실리스크オムレツ 오믈렛かき揚げ 튀김 | 히구치 나나미 | 이치카와 타쿠미                 | 이치카와 타쿠미   | 도히 시몬 군야스 슌페이 하세가와 테츠야 요시가키 유스케 타케다 나오키                                               | 카네코 유토      | 1월 11일       |
| 제3화  | 動く鎧 움직이는 갑옷                                             | 사토 유타카   | 칸노 이치고                     | 나카노 코다이     | 칸노 이치고 사토 아키히로                                                                                           | 카네코 유토      | 1월 18일       |
| 제4화  | キャベツ煮 양배추찜オーク 오크                                   | 우에노 키미코 | 후지이 타츠미                   | 코노 유키         | 모토요시 아키코 아라이 히로키                                                                                       | 카네코 유토      | 1월 25일       |
| 제5화  | おやつ 간식ソルベ 셔벗                                           | 히구치 나나미 | 이케다 아이카                   | 이케다 아이카     | 타무라 에미 키요타 치구사 타케다 나오키                                                                             | 카네코 유토      | 2월 1일        |
| 제6화  | 宮廷料理 궁중 요리塩茹で 소금물에 삶기                           | 사토 유타카   | 나가하라 케이타                 | 나가하라 케이타   | 아라이 히로토시 오오시마 토야                                                                                       | -                | 2월 8일        |
| 제7화  | 水棲馬 켈피雑炊 죽蒲焼き 양념구이                                | 사토 유타카   | 미야지마 요시히로               | 나카노 코다이     | 요시가키 유스케 한다 슈헤이 타케다 나오키                                                                           | 카네코 유토      | 2월 15일       |
| 제8화  | 木苺 산딸기焼き肉 고기구이                                       | 히구치 나나미 | 요네모리 유키                   | 시모다이라 유이치 | 군야스 슌페이 사토 아키히로                                                                                         | 카네코 유토      | 2월 22일       |
| 제9화  | テンタクルス 텐터클스シチュー 스튜                               | 우에노 키미코 | 후루카와 아키라                 | 후루카와 아키라   | 하세가와 테츠야 아라이 히로키 타케다 나오키                                                                         | 카네코 유토      | 2월 29일       |
| 제10화 | 大ガエル 거대 개구리地上にて 지상에서                            | 사토 유타카   | 무네히로 토모유키               | 무네히로 토모유키 | 하가노 요시후미 히무로 요우 도히 시몬                                                                               | 카네코 유토      | 3월 7일        |
| 제11화 | 炎竜1 레드 드래곤 1                                              | 히구치 나나미 | 오구라 노부토시                 | 사타케 히데유키   | 타무라 에미 한다 슈헤이 치바 카즈키 타케다 나오키                                                                   | 카네코 유토      | 3월 14일       |
| 제12화 | 炎竜2 레드 드래곤 2                                              | 우애노 키미코 | 키요타 치구사                   | 키요타 치구사     | 요시가키 유스케 군야스 슌페이 사카모토 마사루 치다 타카시                                                           | 카네코 유토      | 3월 21일       |
| 제13화 | 炎竜3 레드 드래곤 3良薬 좋은 약                                  | 사토 유타카   | 나카노 코다이                   | 나카노 코다이     | 사토 아키히로 오오이 쇼 아라이 히로키                                                                               | -                | 3월 28일       |
| 제14화 | シーサーペント 시 서펜트                                         | 히구치 나나미 | 시미즈 히사토시                 | 카와베 신야       | 히무라 요우 하세가와 테츠야 치다 타카시 하가노 요시후미 아라이 히로키 요시가키 유스케 사타케 히데유키 타케다 나오키 | -                | 4월 4일        |
| 제15화 | ドライアド 드라이어드コカトリス 코카트리스                       | 우에노 키미코 | 오구라 노부토시                 | 코노 유키         | 칸노 이치고 치바 카즈키 타무라 에미 군야스 슌페이                                                                   | -                | 4월 11일       |
| 제16화 | 掃除屋 청소부みりん干し 미림보시                                 | 사토 유타카   | 하가노 요시후미                 | 도히 시몬         | 아라이 히로키 요시가키 유스케 하가노 요시후미 하세가와 테츠야 도히 시몬                                             | -                | 4월 18일       |
| 제17화 | ハーピー 하피キメラ 키메라                                       | 히구치 나나미 | 카네코 요시유키                 | 후루카와 아키라   | 오오이 쇼 치다 타카시 사토 아키히로 마노 요시타카                                                                   | -                | 4월 25일       |
| 제18화 | シェイプシフター 셰이프시프터                                    | 우에노 키미코 | 아메미야 아키라                 | 나리타 타쿠미     | 키리타니 마사키 사카모토 슌타 나카지마 준 하뉴 쿠스노키 토모코 사이토 카즈야                                        | -                | 5월 2일        |
| 제19화 | 山姥 야맘바夢魔 나이트메어                                       | 사토 유타카   | 오구라 노부토시                 | 나카노 코다이     | 아라이 히로키 도히 시몬 하세가와 테츠야 히무로 요우 니와 히로미                                                     | -                | 5월 9일        |
| 제20화 | アイスゴーレム 아이스 골렘バロメッツ 바로메츠                    | 히구치 나나미 | 타무라 에미                     | 코지마 타카시     | 마키타 미치코 사사키 히로야 아카미 나가누마 토모야 KAGO 車車人 토키노 키노                                          | -                | 5월 16일       |
| 제21화 | 卵 알黄金郷 황금향                                               | 우에노 키미코 | 스즈키 류타로                   | 이케다 아이카     | 군야스 슌페이 타무라 에미 치바 카즈키 마노 요시타카                                                                 | -                | 5월 23일       |
| 제22화 | グリフィン 그리핀使い魔 패밀리어                                 | 사토 유타카   | 사카모토 마사루                 | 코노 유키         | 치다 타카시 사카모토 마사루 니와 히로미                                                                             | -                | 5월 30일       |
| 제23화 | グリフィンのスープ 그리핀 수프ダンプリング1 덤플링 1             | 히구치 나나미 | 시모다이라 유이치               | 시모다이라 유이치 | 요시가키 유스케 하세가와 테츠야 사토 아키히로 아라이 히로키                                                         | 카네코 유토      | 6월 6일        |
| 제24화 | ダンプリング2 덤플링 2ベーコンエッグ 베이컨 에그                 | 우에노 키미코 | 오구라 노부토시                 | 시모다이라 유이치 | 도히 시몬 한다 슈헤이 히무로 요우                                                                                   | 카네코 유토      | 6월 13일       |